# Oogstmier
De oogstmier (Messor barbarus) is een mier uit de onderfamilie Myrmicinae die voorkomt in Zuid-Europa en het Middellandse Zeegebied in droge streken bij een temperatuur rond de 25 °C. De mieren leven vooral van zaden, maar soms worden ook insecten, vruchten en gras gegeten.

## Kenmerken
De koningin (gyne) wordt ongeveer 15 tot 18 millimeter groot, de werksters 3 tot 10 millimeter en de soldaten 10 tot 14 millimeter. 

## Leefwijze
Het nest wordt veelal onder de grond of onder stenen gemaakt. De ontwikkelingstijd van de complete cyclus van ei tot mier bedraagt ongeveer vijf weken. De mieren vliegen uit in de periode september tot en met oktober. Dit fenomeen wordt ook wel de bruidsvlucht genoemd.
De miersoort is polymorf, dit wil zeggen dat de werksters in verschillende groottes binnen de kolonie voorkomen. Hoewel de relatief grote werksters vaak 'soldaten' worden genoemd, is het een mythe dat deze mieren gespecialiseerd zouden zijn in vechten. De soldaten hebben een bijzonder grote kop door de ver ontwikkelde kaakspieren. Deze gebruiken zij om de grotere, hardere zaden open te kraken. 

## Trivia
Het is een van de populairste mierensoorten om te houden in een vivarium, omdat het een makkelijke soort is voor beginners.